# Otto-Friedrich Freiherr von Gamm
Otto-Friedrich Freiherr von Gamm (* 30. November 1923 in Schwerin; † 2. März 2001) war ein deutscher Rechtswissenschaftler und von 1970 bis 1990 Richter am Bundesgerichtshof. Als Vorsitzender des I. Zivilsenats und Autor zahlreicher Publikationen übte er maßgeblichen Einfluss auf die Entwicklung des Urheberrechts und des gewerblichen Rechtsschutzes in Deutschland aus.

## Leben
Gamm wuchs in der Berufsoffiziersfamilie von Gamm auf, weshalb seine Kindheit von häufigen Ortswechseln geprägt war. Im Jahre 1940 legte er sein Abitur ab und leistete anschließend den verpflichtenden Reichsarbeitsdienst sowie den Wehr- und Kriegsdienst. 1945 geriet er als Leutnant in US-amerikanische Kriegsgefangenschaft, aus der er im Herbst 1946 entlassen wurde. Anschließend ließ er sich in München nieder und begann an der Universität Würzburg ein Studium der Rechtswissenschaft, das er 1950 nach sieben Semestern mit der ersten Staatsprüfung abschloss. Drei Jahre später bestand er die zweite Staatsprüfung. Zudem wurde er 1962 bei Friedrich August Freiherr von der Heydte über ein wettbewerbsrechtliches Thema zum Dr. jur. utr. promoviert.
1954 trat er eine Stelle als Gerichtsassessor beim Landgericht München I an. Bereits hier war er fast ausschließlich mit dem gewerblichen Rechtsschutz und dem Urheberrecht beschäftigt. Zwei Jahre später wurde er zum Landgerichtsrat ernannt und 1965 zum Landgerichtsdirektor befördert. Während seiner Zeit am Landgericht  München I war er einige Jahre Vorsitzender einer für gewerblichen Rechtsschutz, Urheberrecht und Kartellrecht zuständigen Kammer.
Im Jahre 1970 erfolgte seine Berufung an den Bundesgerichtshof. Hier gehörte er dem I. Zivilsenat an, dessen Zuständigkeit sich auf das Urheber-, Wettbewerbs- und Warenzeichenrecht erstreckte. Seit 1973 war er zugleich Mitglied im Kartellsenat. 1978 habilitierte er sich über „Immaterialgüterrechte und Leistungsschutz im EWG-Kartellrecht“. Im Juli 1978 wurde ihm der Vorsitz des I. Zivilsenates übertragen.
Nachdem er zuvor schon als Privatdozent in Würzburg und Heidelberg gelehrt hatte, wurde er 1985 an der Ruprecht-Karls-Universität Heidelberg zum außerplanmäßigen Professor ernannt. Mit Erreichen des Ruhestandsalters schied er im November 1990 aus dem Bundesgerichtshof aus. Aus diesem Anlass wurde er mit einer Festschrift geehrt. Anschließend betätigte er sich als Rechtsanwalt.
Gamm gehörte einer vom Bundesministerium der Justiz eingesetzten Sachverständigen-Kommission für den gewerblichen Rechtsschutz und für das Urheberrecht, dem Kuratorium des in München ansässigen Max-Planck-Instituts für ausländisches und internationales Patent-, Urheber- und Wettbewerbsrecht und dem Gesamtvorstand der Deutschen Vereinigung für gewerblichen Rechtsschutz und Urheberrecht sowie den einschlägigen Fachausschüssen für Wettbewerbs- und Warenzeichenrecht und für Urheberrecht an. Zudem führte er den Vorsitz der gemäß dem Urheberrechtswahrnehmungsgesetz gebildeten Schiedsstelle.
Freiherr von Gamm wurde auf dem Waldfriedhof in München beigesetzt.

## Werk
Die erste Publikation von Gamm aus dem Jahre 1957 befasste sich mit den „Grundfragen des Filmrechts“. In der Folgezeit erschienen zahlreiche Einzeldarstellungen und Monographien zu verschiedenen Rechtsmaterien, beispielsweise zum Kartellrecht im EWG-Bereich (1961 und 1969), zum Wettbewerbsrecht (1964), zum Warenzeichengesetz (1965), zum Geschmacksmusterrecht (1966 und 1989), zum Urheberrechtsgesetz (1968), zum Handelsrecht (1970) und zum Kartellrecht (1979 und 1990). Im Jahre 1987 veröffentlichte er eine systematische Gesamtdarstellung des Wettbewerbs- und Wettbewerbsverfahrensrechts. Im Reimer'schen Kommentar übernahm er die Erläuterung des Wettbewerbsrechts (1972), in der Reihe „Heymanns Taschenkommentare“ erschien von ihm eine Kommentierung des Gesetzes gegen den unlauteren Wettbewerb (1975, 1981 und 1993).
- Gesetz gegen den unlauteren Wettbewerb. 3. erw. Auflage, Heymann, Köln, 1994
- Kartellrecht. 2. erw. und üb. Auflage, Heymann, Köln, 1990
- Geschmacksmustergesetz. Beck, München 1989, 2., neu bearb. u. erw. Aufl.
- Aktuelle Änderungen und neuere Rechtsprechung zum Geschmacksmusterrecht. Verlag Kommunikationsforum, Köln 1988
- Neuere höchstrichterliche Rechtsprechung zum Warenzeichenrecht. Kommunikationsforum Recht, Wirtschaft, Steuern, Tagungs- und Verlags-Gesellschaft, Köln 1988, 3., neubearb. Aufl.
- Neue höchstrichterliche Rechtsprechung zum Wettbewerbsrecht (UWG). Kommunikationsforum Recht, Wirtschaft, Steuern, Tagungs- und Verlags-Gesellschaft, Köln, 5., neubearb. Aufl.
- Neuere höchstrichterliche Rechtsprechung zum Wettbewerbsrecht (UWG). Kommunikationsforum Recht, Wirtschaft, Steuern, Tagungs- und Verlags-Gesellschaft, Köln 1986, 4., neubearb. Aufl.
- Neuere Rechtsprechung zum Wettbewerbsrecht. [Wertpapier-Mitteilungen], [Frankfurt (Main)] 1986.
- Neuere höchstrichterliche Rechtsprechung zum Warenzeichenrecht. Kommunikationsforum Recht, Wirtschaft, Steuern, Tagungs- und Verlags-Gesellschaft, Köln, 1985, 2., neubearb. Aufl.
- Neuere höchstrichterliche Rechtsprechung zum Wettbewerbsrecht (UWG). Kommunikationsforum Recht, Wirtschaft, Steuern, Tagungs- und Verlags-Gesellschaft, Köln, 1985, 3., neubearb. Aufl.
- Neuere Rechtsprechung zum Wettbewerbsrecht. [Wertpapier-Mitteilungen], [Frankfurt (Main)] 1984.
- Neuere höchstrichterliche Rechtsprechung zum Wettbewerbsrecht (UWG). Kommunikationsforum Recht, Wirtschaft, Steuern, Köln 1983, 2., neubearb. Aufl.
- Gesetz gegen den unlauteren Wettbewerb. Heymann, Köln 1981, 2., erw. Aufl., Stand: 20. September 1981.
- Neuere höchstrichterliche Rechtsprechung zum Warenzeichenrecht. Kommunikationsforum Recht, Wirtschaft, Steuern, Tagungs- und Verlags-Gesellschaft, Köln, 1980
- Kartellrecht. Heymann, Köln u. a. [1979].
- Neuere höchstrichterliche Rechtsprechung zum Wettbewerbsrecht (UWG). Kommunikationsforum Recht, Wirtschaft, Steuern, Tagungs- und Verlag-Gesellschaft, Köln 1979.
- Wettbewerbsrechtliche Nebengesetze. Heymann, Köln u. a. 1977, Stand: 1. Februar 1977.
- Handelsrecht. Deutscher Taschenbuch-Verlag, [München] 1976, 2., neubearb. Aufl., Stand: 1. April 1976.
- Gesetz gegen den unlauteren Wettbewerb. Heymann, Köln u. a. 1975, Stand: 1. Jan. 1975.